# Peri Mirim
Peri Mirim este un oraș în unitatea federativă Maranhão (MA), Brazilia.